# Écriture nocturne
L'écriture nocturne (parfois sonographie) est le nom donné au système d'écriture tactile inventé vers 1815 par Charles Barbier de La Serre (1767-1841). 
Ayant appris le système de Barbier à l'Institution royale des jeunes aveugles aux années 1820, Louis Braille reprit le principe de l’écriture avec des points en relief pour développer, entre 1825 et 1829, le système d’écriture à six points saillants auquel la postérité donnera son nom.

## Origine
En 1815, Charles Barbier met au point un type d'écriture en relief. On dénomma son procédé : écriture nocturne, ou écriture de nuit.

## Fonctionnement
Le principe de l'écriture nocturne est de transcrire des sons constitués de 36 signes en points saillants pour marquer le relief et placés sur une grille de 2 × 6 points.
Les 36 sons sont placés dans un tableau de 6 × 6 cases ; la grille de  2 × 6 points permet de donner les coordonnées du son que l'on désire écrire : par exemple, le son "o", placé dans la première ligne et la troisième colonne du tableau est représenté par (1 ; 3) cela signifie qu'il faut placer 1 point dans la première ligne verticale, et 3 points dans la seconde ligne verticale de la grille.
| Tableau de correspondance entre phonèmes et coordonnées des points | Tableau de correspondance entre phonèmes et coordonnées des points | Tableau de correspondance entre phonèmes et coordonnées des points | Tableau de correspondance entre phonèmes et coordonnées des points | Tableau de correspondance entre phonèmes et coordonnées des points | Tableau de correspondance entre phonèmes et coordonnées des points | Tableau de correspondance entre phonèmes et coordonnées des points |
|                                                                    | 1                                                                  | 2                                                                  | 3                                                                  | 4                                                                  | 5                                                                  | 6                                                                  |
| ------------------------------------------------------------------ | ------------------------------------------------------------------ | ------------------------------------------------------------------ | ------------------------------------------------------------------ | ------------------------------------------------------------------ | ------------------------------------------------------------------ | ------------------------------------------------------------------ |
| 1                                                                  | a                                                                  | i                                                                  | o                                                                  | u                                                                  | é                                                                  | è                                                                  |
| 2                                                                  | an                                                                 | in                                                                 | on                                                                 | un                                                                 | eu                                                                 | ou                                                                 |
| 3                                                                  | b                                                                  | d                                                                  | g                                                                  | j                                                                  | v                                                                  | z                                                                  |
| 4                                                                  | p                                                                  | t                                                                  | q                                                                  | ch                                                                 | f                                                                  | s                                                                  |
| 5                                                                  | l                                                                  | m                                                                  | n                                                                  | r                                                                  | gn                                                                 | ll                                                                 |
| 6                                                                  | oi                                                                 | oin                                                                | ian                                                                | ien                                                                | ion                                                                | ieu                                                                |

Le phonème « t » est représenté ainsi :
| • | • |
| • | • |
| • |   |
| • |   |

Charles Barbier est aussi à l'origine de l'appareil permettant le codage : une tablette qui comporte des groupes de 6 rainures horizontales. Pour écrire son message, l'utilisateur perce localement le papier au moyen d’un poinçon dont l’extrémité pénètre dans les rainures. Un curseur mobile permet de guider le poinçon. Le relief apparaît au verso de la feuille, l’écriture est donc inversée : il faut écrire de la droite vers la gauche. En passant ses doigts au recto, le destinataire du message compte le nombre de points de chaque rangée et en déduit la nature du son correspondant.
C'est à l'époque une avancée extraordinaire car jusqu'à ce moment, l'écriture des aveugles était uniquement constituée de lettres en relief, un système mis au point par Valentin Haüy. Cependant, l'écriture nocturne présente quelques limitations et imperfections :
- il n'existe pas de combinaisons de points représentant les signes de ponctuation, les chiffres, les notes de musique, les symboles mathématiques, etc. ;
- la forme de la grille (hauteur de 6 points pour chaque colonne) ne permet pas de la lire en une seule fois avec un doigt ;
- il y a gaspillage d'information : une grille de 12 points permet théoriquement de représenter jusqu'à 212 (soit 4096) symboles.

## Influence sur l'écriture braille
En 1815, Charles Barbier fait publier une brochure, intitulée  Essai sur divers procédés d’expéditive française, afin d'y exposer les avantages pour les aveugles d’une telle écriture ponctuée en relief et donc reconnaissable au toucher.
En 1823, Barbier reçoit la médaille de bronze à l’Exposition de l’industrie de Versailles pour avoir inventé cette nouvelle écriture qui peut être lue dans l’obscurité, adoptée par l’Institution royale des jeunes aveugles administrée par le comte Alexis de Noailles.
En 1829, Louis Braille a fait éditer un ouvrage intitulé Procédé pour écrire les paroles, la musique et le plain-chant au moyen de points, à l’usage des aveugles et disposés pour eux qui se base sur l'invention de Barbier en l'améliorant très nettement et qui marque la naissance officielle de l'alphabet braille. Il l'a révisé en 1837, et c'est cette deuxième publication qui contient le système connu maintenant sous le nom de braille.
En 1832, Barbier fait paraître une nouvelle brochure intitulée Émancipation intellectuelle d’expéditive française. Il y défend notamment le fait que son écriture, destinée aux aveugles, peut aussi servir à l'armée et aux hôpitaux.